# Sent Orenç de Mauvesin
Sent Orens (en francès Saint-Orens) és un municipi francès situat al departament del Gers i a la regió d'Occitània. Limita al nord amb Mauvesin, a l'est amb Toget, al sud amb Sent Sauvi i al nord-oest amb Sent Jòrdi.	

## Demografia
| 1962                                       | 1968 | 1975 | 1982 | 1990 | 1999 | 2006 |
| ------------------------------------------ | ---- | ---- | ---- | ---- | ---- | ---- |
| 72                                         | 47   | 40   | 39   | 58   | 75   | 76   |
| Des de 1962: població sense dobles comptes |      |      |      |      |      |      |

## Administració
| Període | Identitat      | Partit |
| ------- | -------------- | ------ |
| 2001-   | Marceau Dorbes |        |